# Eilema complanata
Eilema complanata là một loài bướm đêm thuộc phân họ Arctiinae, họ Erebidae.